# Нітрилотриметилфосфонова кислота
Нітрилотриметилфосфонова кислота (НТФК) — безбарвний або трохи зеленуватий кристалічний сипучий порошок, добре розчинний у воді, кислотах, лугах, нерозчинний в органічних розчинниках. НТФК є сильною шестиосновною кислотою.
Хімічна формула кислоти: С3Н12NO9P3. З неорганічними та органічними основами НТФК утворює солі; у широкому інтервалі рН утворює стійкі комплекси з катіонами металів.
Густина кислоти — 1330 кг/м3, температура плавлення: 200 °C (розкладається).
Відмінні особливості НТФК:
- зберігання рухливості до 6 годин при середній температурі 20 °C;
- пластифікуюча дія;

## Властивості
НТФК має хороші антинакипні властивості.  Структурно він пов'язаний з нітрилоцтовою кислотою. 

## Зони використання
- Миючі та чистячі засоби
- Обростання[en]
- Інгібування
- Підготовка води